# Hypoleria veronica
Hypoleria veronica är en fjärilsart som beskrevs av Gustav Weymer 1899. Hypoleria veronica ingår i släktet Hypoleria och familjen praktfjärilar. Inga underarter finns listade i Catalogue of Life.